# Phaonia flavicauda
Phaonia flavicauda este o specie de muște din genul Phaonia, familia Muscidae, descrisă de Cui, Zhang și Xue în anul 1998. Conform Catalogue of Life specia Phaonia flavicauda nu are subspecii cunoscute.